# Вымышленное существо

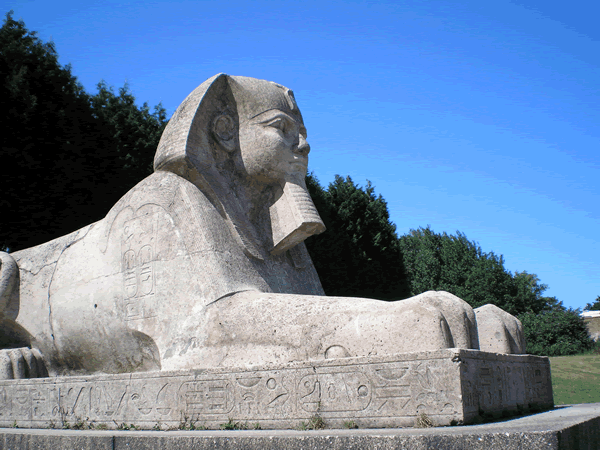
Египетский сфинкс, мифическое существо с головой человека и телом льва

Вы́мышленное существо́ — отражённый в произведениях искусства, но не существующий и не существовавший в действительности живой или одушевлённый объект, биологический вид, представитель несуществующей цивилизации. Разновидностью вымышленных существ являются мифические существа — персонажи мифов и легенд.

## История
Вымышленные существа могут быть антропоморфными, похожими на людей, зооморфными, основанными на образах или частях образов иных живых существ. Многие вымышленные существа сочетают части человека и животного. Источники, описывающие вымышленных существ, их влияние на культуру вызывают как массовый, так и научный интерес.
Теме посвящены многочисленные исторические, антропологические, литературоведческие научные работы. Массовые художественные и научно-популярные издания разнообразны, могут иметь внушительные тиражи. Большой интерес широкой общественности вызвала «Книга вымышленных существ», опубликованная в 1957 году Х. Л. Борхесом, неоднократно изданная, в том числе и на русском языке.